# توماس بافينغتون
توماس بافينغتون هو سياسي أمريكي، ولد في 1855، وتوفي في 1938. انتخب List of Principal Chiefs of the Cherokee ‏.